# Emilio Alonso Manglano
Emilio Alonso Manglano (Valencia, 13 de abril de 1926 - Madrid, 8 de julio de 2013) fue un militar español que llegó al grado de teniente general. Está considerado como padre del espionaje español. De origen aristocrático y orientación monárquica, dirigió entre 1981 y 1995 los servicios de inteligencia españoles, el Centro Superior de Información de la Defensa (CESID, posterior CNI),siendo su principal logro la transformación del Ejército franquista en un Ejército democrático.También logró la profesionalización de los servicios secretos permitiendo la entrada de civiles y mujeres, y la modernización de las instalaciones con la creación del centro ubicado en la A6, sede del CNI.

## Biografía
Hijo del general de división Luis Alonso de Orduña, ingresó en la Academia General Militar el 24 de julio de 1944, siendo ascendido en los años posteriores. Se graduó como número uno de la 57.ª promoción de Estado Mayor del Ejército. Participó en la Guerra de Ifni y fue jefe de Estado Mayor de la Brigada Paracaidista. En 1981, tras la toma del Congreso por Tejero el 23 de febrero (fallido golpe de Estado del 23-F), Alonso Manglano tomó el mando de la Brigada Paracaidista de Alcalá de Henares para defender el orden constitucional y la democracia. El 22 de mayo de 1981, con el grado de teniente coronel, fue nombrado director del Centro Superior de Información de la Defensa (CESID), por el ministro de Defensa Alberto Oliart, tras el fallido golpe de Estado del 23-F.Poco después abortó la trama golpista de los coroneles, que pretendían un golpe en la víspera de las elecciones de octubre de 1982 que dieron la victoria a los socialistas.Se inició así un periodo de catorce años en el que consiguió evitar la involución y el golpismo, haciendo del Ejército una institución democrática. También se le atribuye la formación de una nueva generación de agentes demócratas y de haber impulsado la creación de una agencia moderna y homologable al entorno europeo y americano, con vocación de transparencia y abierta al exterior.
Entre los logros de la agencia durante el mandato de Alonso Manglano se encuentran: el establecimiento de relaciones de colaboración con la OLP respecto al terrorismo internacional, el restablecimiento de las relaciones con Israel, la elección de Madrid para la Conferencia de Paz de 17 de octubre de 1997, y otros que supusieron el reconocimiento de España como una nación democrática con un papel internacional destacado.
En 1995 comenzó su calvario por los juzgados a raíz del escándalo mediático por las escuchas ilegales del CESID. Fue juzgado, inicialmente condenado y finalmente absuelto del delito de intercepción ilegal de conversaciones telefónicas en la sede de Herri Batasuna, denunciado en 1998.Dimitió de su cargo el 15 de junio de 1995
Falleció el 8 de julio de 2013 a los ochenta y siete años en Madrid a consecuencia de un cáncer.
El 3 de octubre de 2021, el diario ABC publicó los "Papeles de Manglano", una serie de documentos analizados e investigados por los periodistas Juan Fernández-Miranda y Javier Chicote, un archivo de siete contenedores con cientos de documentos y agendas con información de Emilio Alonso Manglano y su período como director del CESID entre 1981 y 1995. La totalidad del archivo se desveló en la biografía del teniente general Manglano, titulada "El jefe de los espías" (Roca, 2021), de los mismos autores.

### Las escuchas ilegales del CESID
El caso comenzó por la destitución del coronel Juan Alberto Perote, Jefe de la Unidad Operativa del CESID, tras la publicación por la revista Tiempo de unas fotografías festivas tras la  caída del dictador rumano Ceacescu en diciembre de 1989. El exagente se llevó entonces documentos fotocopiados y microfichas del CESID que, publicados por el diario El Mundo y utilizados por el exbanquero Mario Conde, pretendían chantajear al Gobierno de Felipe González.
En 1984 el general Manglano había puesto en marcha un gabinete de escuchas que mediante un potente escáner barría el espacio radioeléctrico e interceptaba y grababa conversaciones de teléfonos móviles. El responsable de interceptar, grabar, escuchar y destruir lo no relevante era el Coronel Perote, quien no siguió las órdenes e interceptó conversaciones no autorizadas y tampoco las destruyó.
Tras implicar al CESID y a su máximo responsable, el General Manglano dimitió en 1995 mientras el procedimiento judicial siguió su curso. Fue juzgado en mayo de 1999 por la Audiencia Provincial de Madrid, juicio que hubo de ser repetido en abril de 2005 por ser declarado nulo por el Tribunal Constitucional al considerarse parcialidad objetiva en los magistrados enjuiciantes. Juzgado de nuevo en abril de 2005, fue exculpado mientras se mantenía la acusación contra Juan Alberto Perote.

### Vida personal y familiar
Formaba parte de una familia conservadora de Valencia, de origen noble. Era hijo de Luis Alonso de Orduña y de Luisa Manglano Cucaló de Montull. Era el tercero de siete hermanos, dos varones y cinco mujeres. Desde joven y según sus biógrafos, Juan Fernández Miranda y Javier Chicote, tuvo una clara vocación de servicio. Dudó entre el sacerdocio y la carrera militar, optando por seguir los pasos de su padre y entrar en la Academia General Militar en 1944. Tuvo un gran apoyo en Luis, su hermano mayor y barón de Almiserat, el cual confió en el talento y capacidad de Emilio para llegar a las más altas responsabilidades. 
Mantuvo una relación afectiva y de noviazgo con la aristócrata y política Carmen Díez de Rivera. El ansiado matrimonio se frustró porque Emilio no quiso dejar el Ejército y obtener un empleo mejor remunerado en el mundo empresarial, tal como exigía el padre de Carmen, el marqués de Llanzol. 
En 1974 contrajo matrimonio con la norteamericana Susan Lord, a quien conoció cuando estudiaba periodismo en Madrid durante una recepción en la Embajada de los Estados Unidos. Tuvieron dos hijos, Cristina y Santiago. Susan Lord fue de gran valor a lo largo de su carrera como intérprete y asistente personal. Fueron precisamente los hijos los que proporcionaron el archivo personal de Emilio Alonso Manglano a los periodistas del ABC, Fernández Miranda y Chicote.

## Condecoraciones
A lo largo de su carrera obtuvo las siguientes condecoraciones:
- Maestrante de Valencia
- Cruz Roja del Aeronáutico
- Gran Cruz de Mérito Militar
- Gran Cruz de San Hermenegildo
- Encomienda de Isabel la Católica
- Gran Cruz de Mérito con estrella y banda de la R.F. de Alemania
- Oficial de la Legión de Honor de la República Francesa
- Legión del Mérito con grado de Comandante de EE. UU.
- Gran Banda de la Orden de Ouissam Alaouite del Reino de Marruecos
- Gran Cruz de la Orden José Cecilio del Valle de la República de Honduras